# Cyril Wong
Pour les articles homonymes, voir Wong.

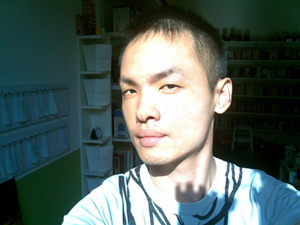
Cyril Wong

Cyril Wong (Singapour, 27 juin 1977) est un poète singapourien. 
Il étudia à la St Patrick's School au Temasek Junior College et à la National University of Singapore, où il publia son premier livre de poèmes en 2000.
Il a édité ses poèmes dans divers publications (Atlanta Review, Fulcrum 3, Poetry International, Dimsum, Poetry New Zealand, Wascana Review, Asia Literary Review, etc) et il a reçu de bonnes critiques. De plus, ses poèmes ont été utilisés pour des performances, des chansons et des films. 
Il habite à Singapour avec son conjoint et le chanteur-directeur Wilson Goh. Il est aussi contreténor.

## Livres de poèmes
- Excess Baggage and Claim, co-authored with Terry Jaensch (Transit Lounge, 2007)  (ISBN 978-0-9750228-5-6)
- Like A Seed With Its Singular Purpose (Firstfruits, 2006)  (ISBN 981-05-5930-5)
- Unmarked Treasure (Firstfruits, 2004)  (ISBN 981-05-0408-X)
- Below: Absence (Firstfruits, 2002)  (ISBN 981-04-7592-6)
- The End of His Orbit (Firstfruits, 2001)  (ISBN 981-04-4329-3)
- Squatting Quietly (Firstfruits, 2000)  (ISBN 981-04-2826-X)

## Prix
- Singapore Literature Prize (2006)
- National Arts Council's Young Artist Award (Singapour, 2005)
- Golden Point Award (Singapour, 2004)
- Potent Prose Ax Prize (États Unis, 2002)

## Liens
(en):
- Website
- SOFTBLOW Poetry Journal
- Poetry and the Renaissance Machine, Harvard Asia Quarterly
- Audio recordings on The Cortland Review
- Wong's poetry in Quarterly Literary Review Singapore
- Notices d'autorité :   - VIAF
  - ISNI
  - IdRef
  - LCCN
  - GND
  - Pays-Bas
  - WorldCat